# HD 37124 d

围绕着 HD 37124 d 的行星

HD 37124 d是一顆距離地球約108光年的太陽系外行星，位於金牛座，發現於2005年。依據它的質量，它可能是氣體巨行星。另一個徑向速度的解表示它的公轉週期是29.92日，質量下限是木星的17%。

## 外部連結
- . CAT.INIST.   [2008-06-22]. （原始内容存档于2012-03-29） （法语）.
- Jianghui Ji;  et al. . 2003-05-23. arXiv:astro-ph/0305448 .